# آرمان گیومن

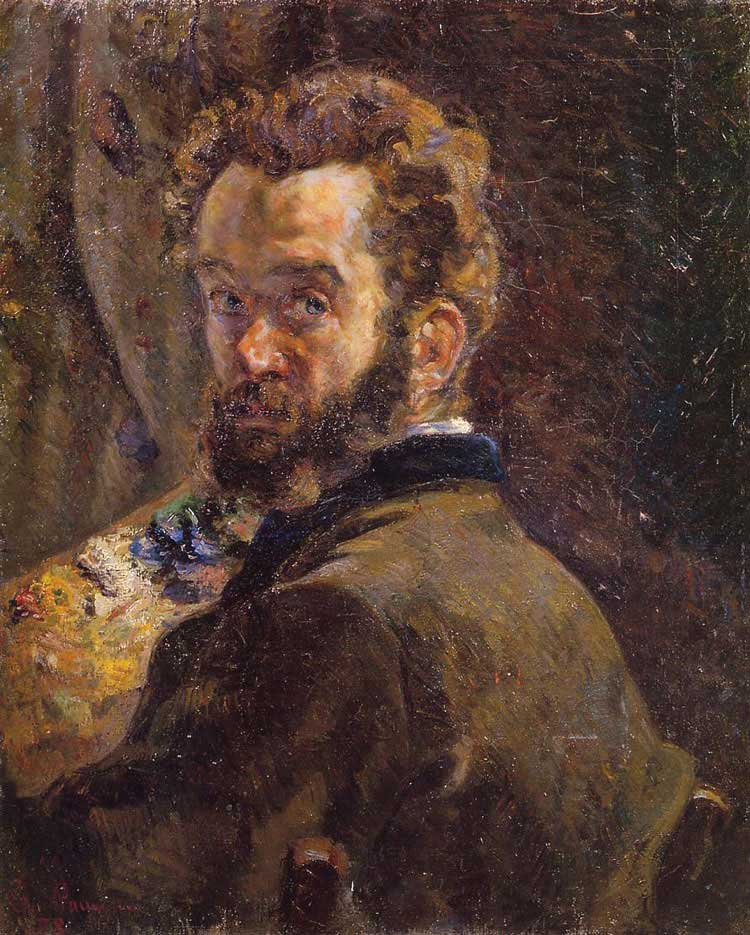
خودنگاره, ۱۸۷۸

آرمان گیومن (فرانسوی: Armand Guillaumin‎) (۱۶ فوریه ۱۸۴۱ – ۲۶ ژوئن ۱۹۲۷)نقاش فرانسوی سبک دریافتگری بود.

## زندگی‌نامه
آرمان گیومن در ابتدا کارمند شرکت راه‌آهن ارلئان و سپس کارمند شهرداری پاریس بود. آشنائی با سزان و پیسارو سبب شد که به دریافتگران بپیوندد. او در ۶ نمایشگاه از ۸ نمایشگاهی که دریافتگران برگزار کردند، مشارکت داشت در سال ۱۸۹۲ جایزه بخت‌آزمائی را برد و تصمیم گرفت با تمام توان به نقاشی بپردازد.

آرمان گیومن در سال ۱۹۲۷ درگذشت.

## نگارخانه

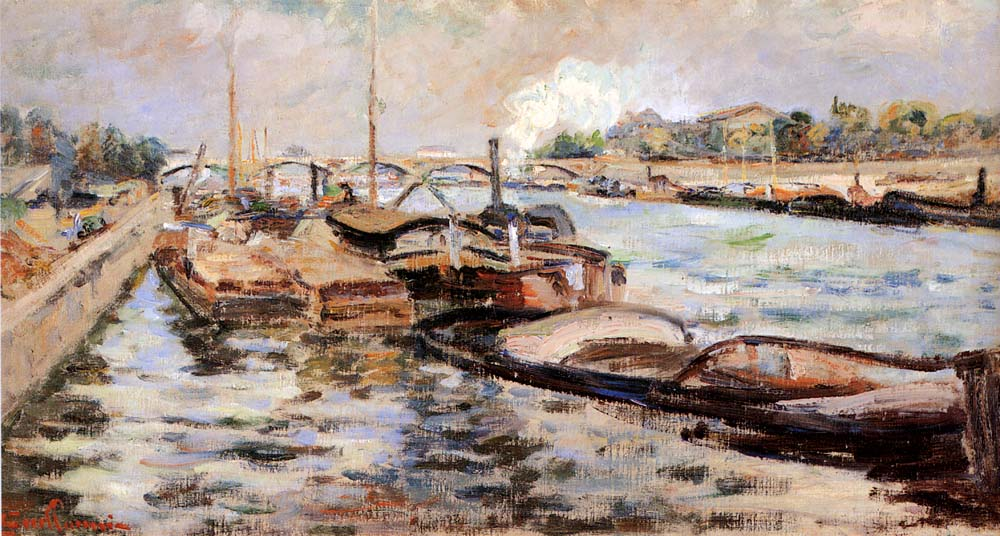
رود سن، ۱۸۶۷
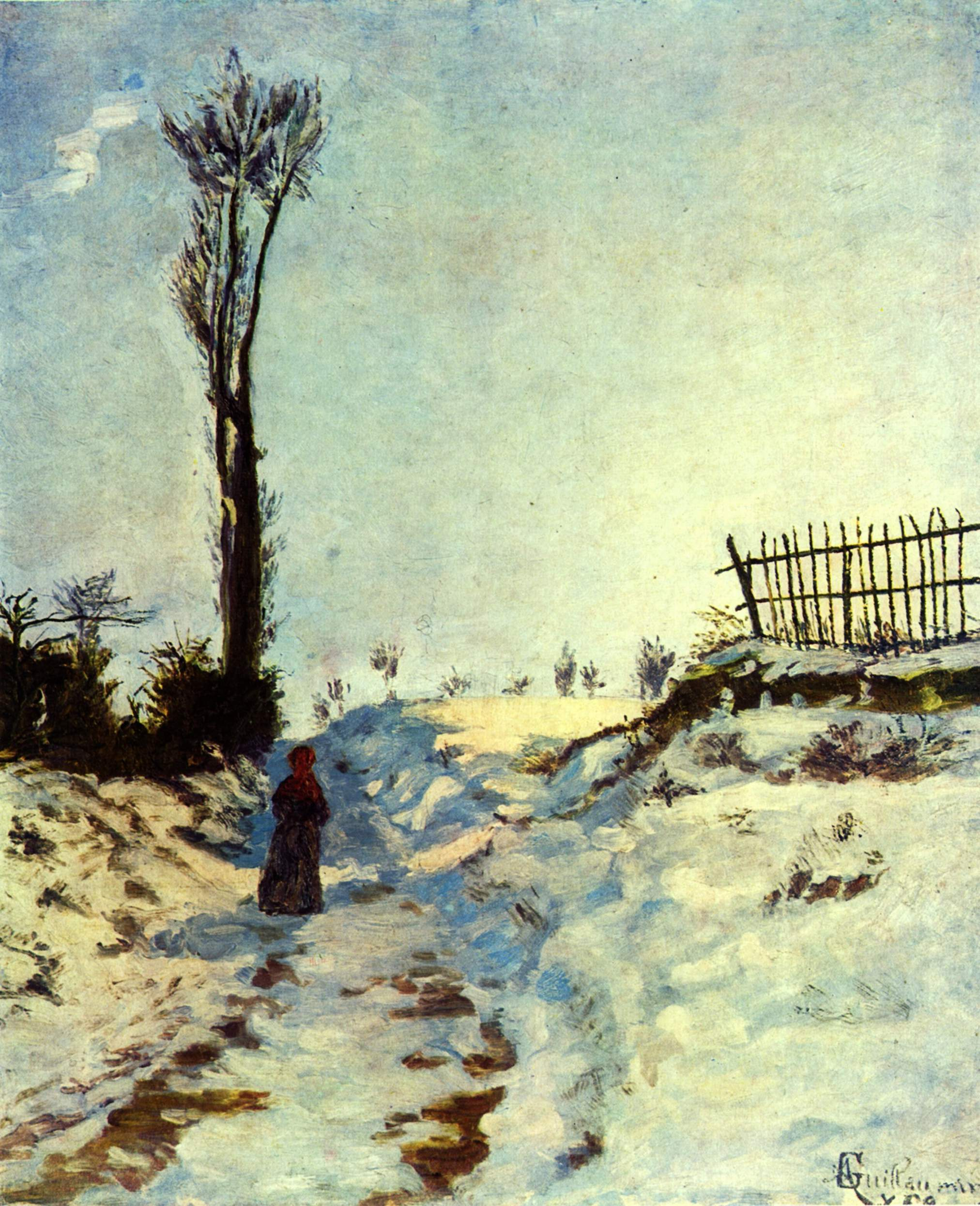
جاده خالی در برف، ۱۸۶۹
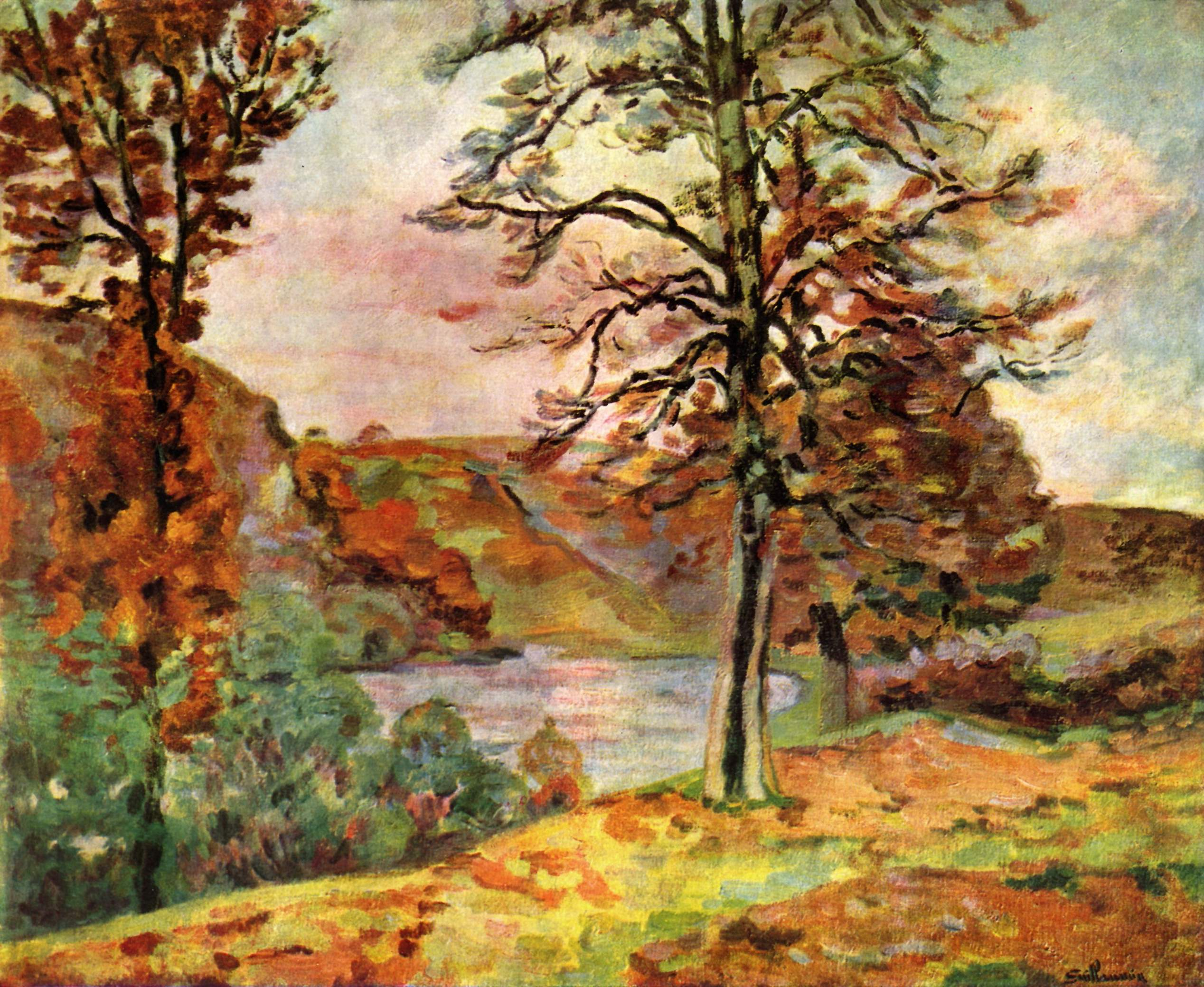
چشم‌انداز، ۱۸۷۰
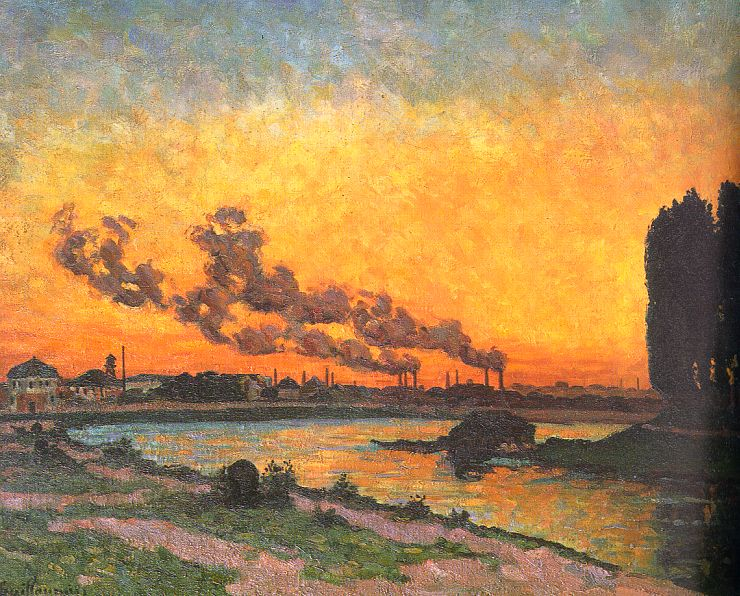
غروب در ایوری
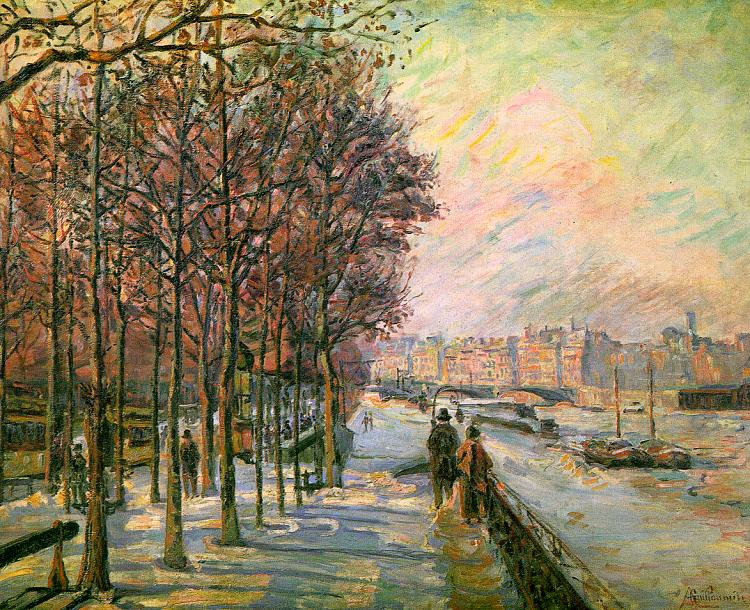
والوبر، ۱۸۷۵
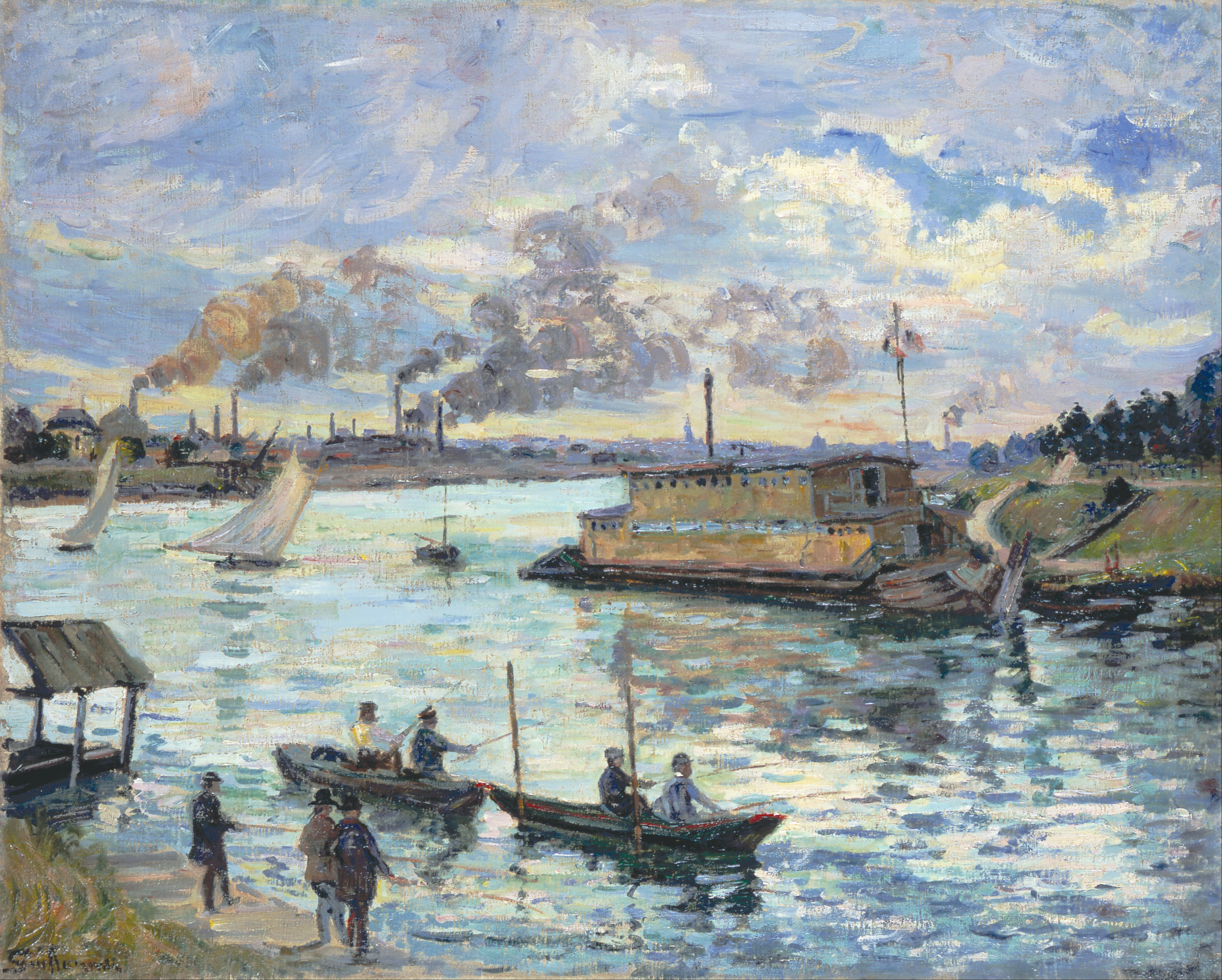
رود سن، ۱۸۹۰ م. موزه اسرائیل
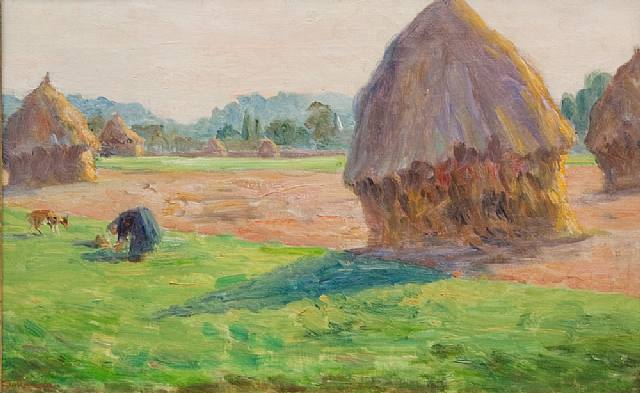
هایستاکس، ۱۸۹۰-۱۸۹۵
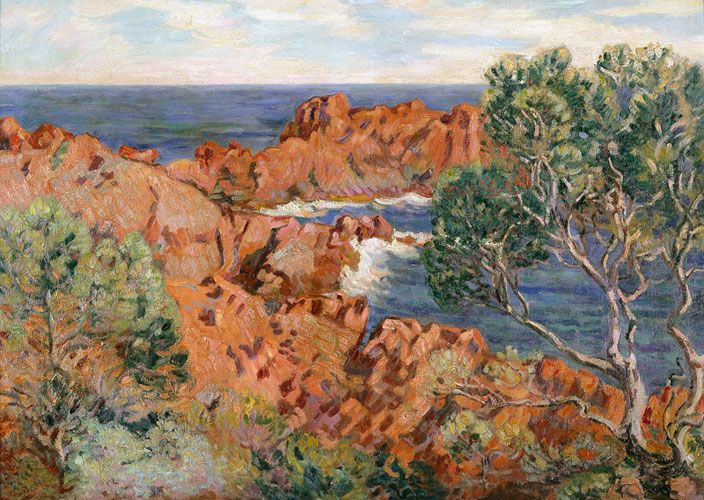
۱۹۰۱
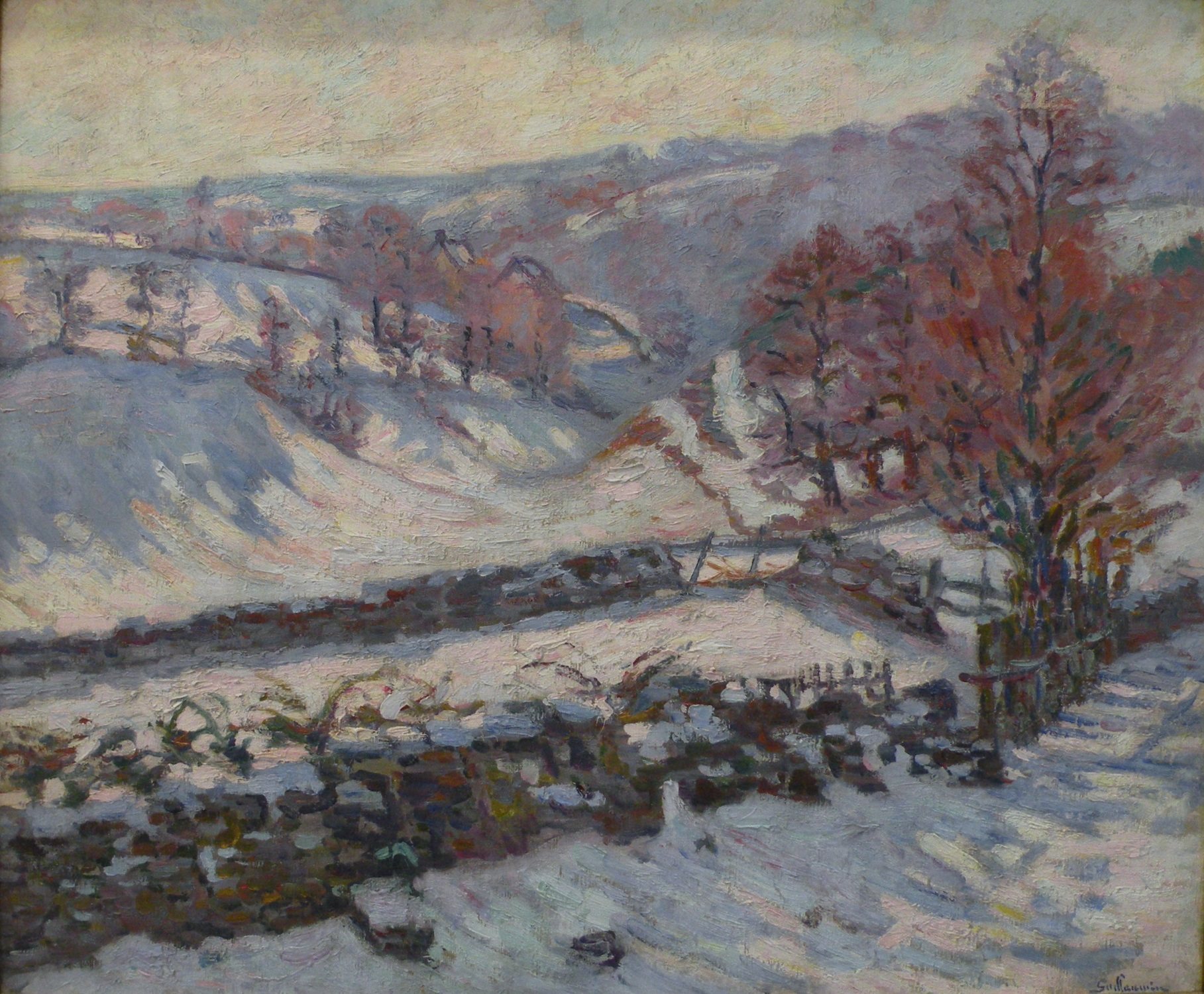
چشم‌انداز برفی
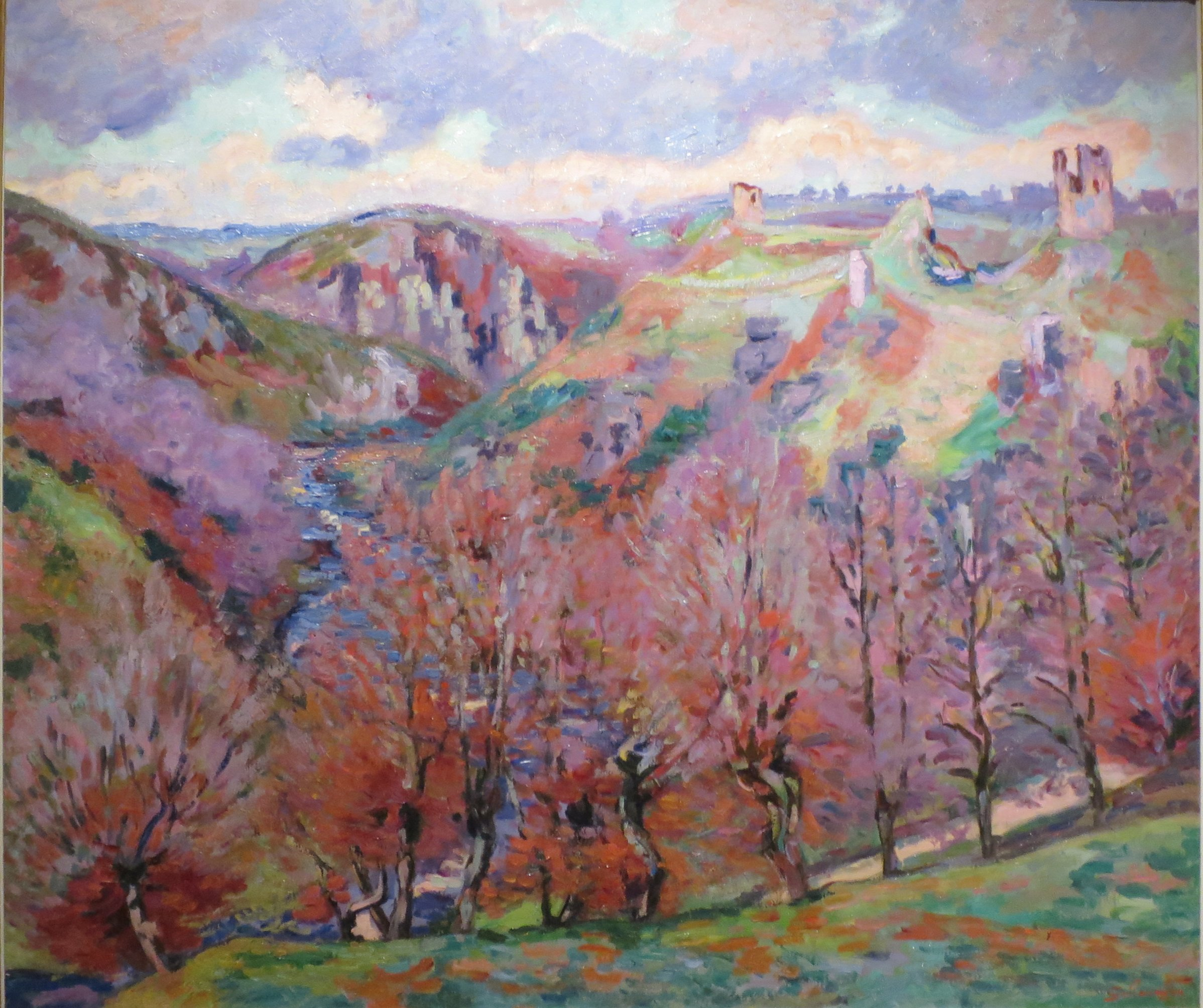
منظره ویرانه‌ها، ۱۸۹۷